# Свети Атанасий (Аларе)
Вижте пояснителната страница за други значения на Свети Атанасий.
„Свети Атанасий“ или „Свети Атанас“ (на гръцки: Άγιος Αθανάσιος) е възрожденска православна църква в ениджевардарското село Аларе (Архондико), Гърция, част от Воденската, Пелска и Мъгленска епархия.
Църквата е гробищна и е построена в XIX век. В архитектурно отношение храмът е еднокорабна базилика с тринадесетостенна апсида, разрушен нартекс-женска църква на запад и трем на юг. В нишата на протезиса има останки от стенописи от края на XIX век.
В края на XIX – началото на XX век, макар цялото село да е екзархийско, поради спорове между Българската екзархия и Вселенската патриаршия, храмът стои затворен.
Църквата е обявена за исторически паметник на 6 декември 1994 година.